# Sala del Príncipe

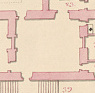
La Sala en una copia del Plano de Gómez de Mora.

La Sala del Príncipe fue una estancia notable del desaparecido Alcázar de Madrid.

## Historia
Fue construida en la década de 1540, como parte de las obras de reforma y ampliación del Alcázar encargadas por Carlos I a Luis de Vega y Alonso de Covarrubias.
La sala tuvo diferentes funciones. La estancia desaparecería en 1734 tras el incendio del edificio ocurrido en la Nochebuena de aquel año.

## Descripción
La habitación se situaba en el medio de la crujía norte del edificio, en concreto en su piso principal. Contaba con unas dimensiones de unos 9,5 metros en su lado este-oeste y unos 8 en su lado norte-sur.
Se situaba al este de la Sala Rica (y después Sala de Guardias). Hacia el momento de su construcción, contaba con una entrada desde esta última sala, en su pared oeste. Además, en su muro norte tenía una parte a la Galería del Cierzo. Contaba con dos chimeneas enfrentadas en sus lados este y oeste. Al sur, una ventana a la escalera principal del Alcázar de Madrid.
Sobra la sala se instaló en el momento de su formación la armería real.